# Fehldiagnose
Unter Fehldiagnose versteht man üblicherweise eine durch den Arzt oder den Patienten selbst gestellte Diagnose, die der eigentlich vorliegenden Krankheit jedoch nicht entspricht. Sie kommt zustande auf der Basis falsch gedeuteter oder übersehener Krankheitssymptome und der am Patienten erhobenen Daten beziehungsweise der Vernachlässigung der ärztlichen Sorgfaltspflicht.
Im eigentlichen Sinne ist eine Fehldiagnose jedoch kein auf den medizinischen Bereich festgelegter Begriff, sondern kann in jedem Tätigkeitsbereich auftreten, bei dem der Zustand eines Objektes klassifiziert oder geprüft werden soll.

## Situation in den USA
181 Schadenersatzklagen, die ambulante Fehldiagnosen in den USA betrafen, wurden ausgewertet. 59 % führten zu schweren Folgen, 30 % zum Tod. Als Ursache wurde meist eine Kombination von etwa drei verschiedenen Fehlern identifiziert. In 43 % waren mindestens 2 Ärzte beteiligt. In 55 % der Fälle wurde kein geeigneter Test angeordnet, in 17 % zwar angeordnet, aber nicht durchgeführt, in 45 % kein Kontrolltermin vereinbart, in 26 % keine Überweisung ausgestellt und in 42 % keine ausreichende Anamnese oder körperliche Untersuchung durchgeführt. Den Patienten wurde in 22 % der Fälle mangelhafte Kooperation angelastet, in 15 % gab es bei ihnen „atypische Konstellationen“ und in 10 % war die Anamnese „kompliziert“.

## Situation in Deutschland
Durch das Institut für Pathologie, Bakteriologie und Serologie in Görlitz wurden alle innerhalb eines Jahres Verstorbenen der Stadt nachuntersucht. In 37 Prozent der Fälle ergab die Obduktion einen anderen Befund als die vorangegangene Leichenschau.
Untersuchungen am Universitätsklinikum Kiel an jeweils einhundert Verstorbenen von 1959 sowie jeweils zehn Jahre später ergaben eine ähnlich hohe Fehlerrate. Obwohl alle untersuchten Fälle im Krankenhaus verstorben waren, wurden 22 Prozent der Herzinfarkte nicht entdeckt, 28 Prozent der Tumorerkrankungen, 48 Prozent bestehender Entzündungen und 60 Prozent der Lungenembolien.
2010 wurden durch die Gutachterstellen der Ärzteschaft bei 2.199 Patienten falsche Diagnosen oder Behandlungen festgestellt, in deren Folge 87 Patienten starben.
Da es sich bei dem Behandlungsvertrag zwischen Patient und Arzt um einen Dienstvertrag handelt (und nicht um einen Werkvertrag), ist auch bei einer Fehldiagnose ein der erbrachten Leistung entsprechendes Honorar fällig.